# Berillium-szulfát
A berillium-szulfát a kénsav berilliumsója, képlete BeSO4. Először 1815-ben Jöns Jakob Berzelius izolálta.

## Előállítása
Előállítható berillium-hidroxid vagy berillium-karbonát híg kénsavban történő oldásával, majd abból való kikristályosítással:
{\displaystyle \mathrm {2\ BeCO_{3}+H_{2}SO_{4}\longrightarrow BeSO_{4}+H_{2}O+CO_{2}\uparrow } }
{\displaystyle \mathrm {Be(OH)_{2}+H_{2}SO_{4}\longrightarrow BeSO_{4}+2\ H_{2}O} }

## Tulajdonságai

### Fizikai tulajdonságai
Több hidratált formája is létezik, a kereskedelemben a vegyületet tetrahidrátként (BeSO4·4H2O) forgalmazzák, ez 111,5 °C-on dihidráttá (BeSO4·2H2O), 158 °C-on monohidráttá alakul (BeSO4·H2O). Kb. 400 °C-on dehidratálódik. A vízmentes berillium-szulfát legfeljebb körülbelül 580 °C-ig stabil. Ismert a hexahidrátja (BeSO4·6H2O) is, ez 76 °C-on dihidráttá alakul. A vízmentes berillium-szulfát vízben lassan és rosszul, tetrahidrátja azonban jól oldódik.

### Kémiai tulajdonságok
A tetrahidrát formában tetraéderes, 4-es koordinációjú [Be(H2O)4]2+ kation található, ellentétben az analóg magnéziumsóval (MgSO4·6H2O), amelyben a magnéziumion – [Mg(H2O)6]2+ – oktaéderes.
Az anhidrát szerkezete hasonló a berlinitéhez, váltakozva tetraéderesen koordinált Be-t és S-t tartalmaz, és minden oxigén 2-es koordinációs számú (Be−O−S). A Be−O távolság 156 pm, a S−O távolság 150 pm.

## Felhasználása
A berillium-szulfát és a rádium-szulfát keverékét használták neutronforrásként a maghasadás felfedezésének idejében. Használják a homeopátiában is.

## Biztonság
A berillium erősen mérgező. Patkányokon tesztelve igen erős rákkeltő hatást észleltek, az emberben azonban csak néhány esetben.

## Mérgezés
A berilliummérgezések több formája ismert, ezek többségét az anyagok por alakja okozza.
Toxikus tüdőgyulladás
- Ismételt, vagy ritkábban egyszeri belégzése néhány naptól néhány évig terjedő lappangási idővel, nyilvánvaló ok nélkül
- A tünetei közé tartozik a légszomj, köhögés és láz.
- Lassú lefolyású betegség, hónapokig tartó betegeskedés után is beállhat a halál.

Berilliózis
- A tüdőszövet lassan kifejlődő granulomatózusos betegsége.

## Fordítás
Ez a szócikk részben vagy egészben  a   Berylliumsulfat című német Wikipédia-szócikk fordításán alapul.  Az eredeti cikk szerkesztőit annak laptörténete sorolja fel. Ez a jelzés csupán a megfogalmazás eredetét és a szerzői jogokat jelzi, nem szolgál a cikkben szereplő információk forrásmegjelöléseként.
Ez a szócikk részben vagy egészben  a   Beryllium sulfate című angol Wikipédia-szócikk fordításán alapul.  Az eredeti cikk szerkesztőit annak laptörténete sorolja fel. Ez a jelzés csupán a megfogalmazás eredetét és a szerzői jogokat jelzi, nem szolgál a cikkben szereplő információk forrásmegjelöléseként.